# Ventas de Huelma
Ventas de Huelma település Spanyolországban, Granada tartományban. Ventas de Huelma La Malahá, Escúzar, Agrón, Cacín és Chimeneas községekkel határos. Lakosainak száma 674 fő (2024).

## Népesség
A település népessége az elmúlt években az alábbi módon változott:
| Lakosok száma | 648  | 663  | 734  | 722  | 704  | 676  | 640  | 640  | 666  | 674  |
|               | 2001 | 2004 | 2006 | 2009 | 2011 | 2014 | 2016 | 2019 | 2021 | 2024 |